# طب

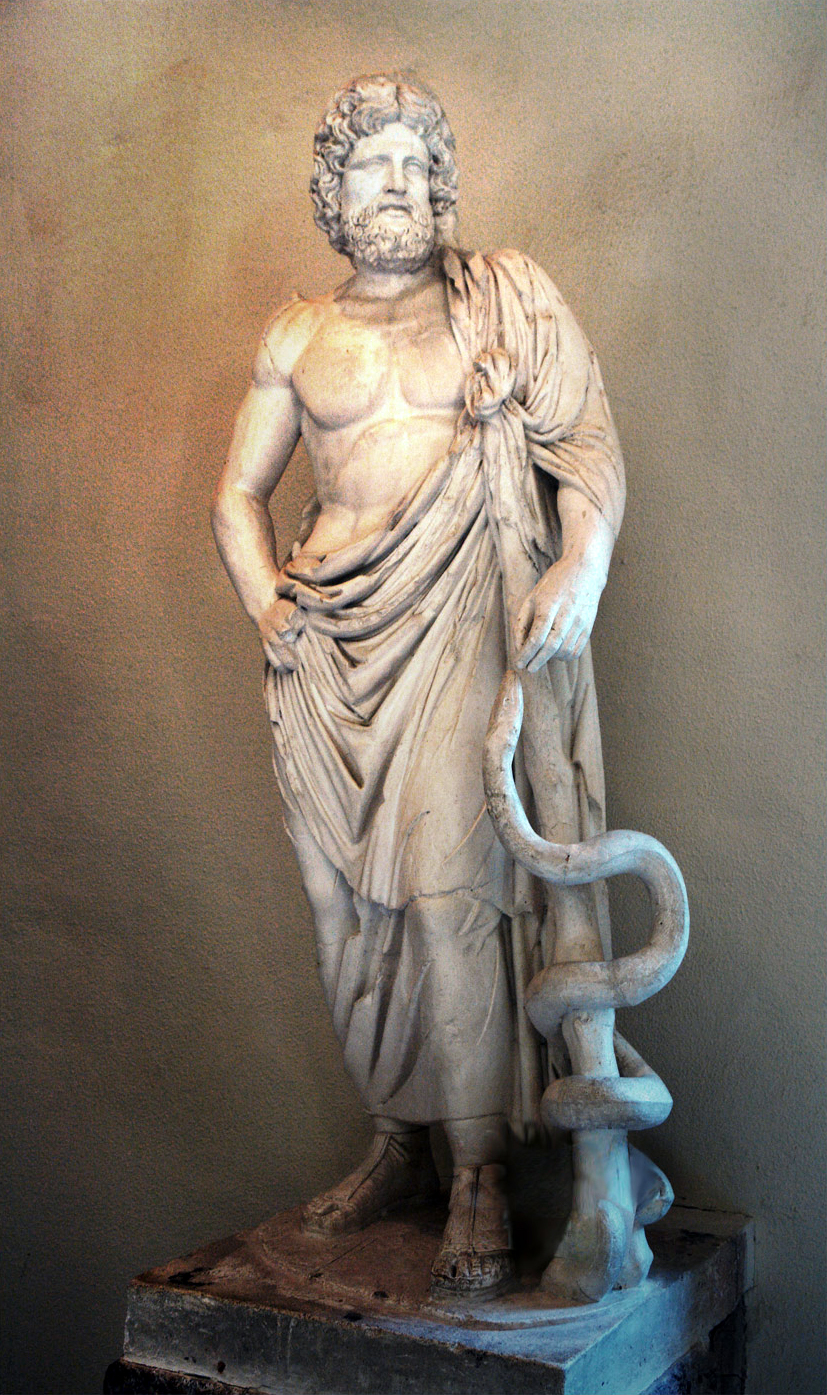
أسقليبيوس إله الطب والشفاء في الميثولوجيا الإغريقية. كثيراً ما تُستخدم رسوم لعصا أسكليبيوس تتشابك عليها أفعى كرمز لتمثيل الدواء

الطِّبُّ (باللاتينية: ars medicina)، بمعنى فن العلاج؛ هو العلم الذي يجمع الخبرات الإنسانية في الإهتمام بالإنسان، وما يعتريه من اعتلال وأمراض وإصابات تنال من بدنه أو نفسيته أو المحيط الذي يعيش فيه، ويحاول إيجاد العلاج بشقيه الدوائي والجراحي وإجرائه على المريض. كما يتناول الطب الظروف التي تشجع على حدوث الأمراض وطرق تفاديها والوقاية منها، ومن جوانب هذا العلم الاهتمام بالظروف والأوضاع الصحية، ومحاولة التحسين منها.
والطب هو علم تطبيقي وعملي يستفيد من التجارب البشرية على مدى التاريخ. وفي العصر الحديث يقوم الطب على الدراسات العلمية الموثقة بالتجارب المخبرية والسريرية والتشريحية.

## الممارسة السريرية
تتفاوت الخدمات الطبية والممارسة السريرية بين مناطق العالم تبعًا للاختلافات الثقافية والتكنولوجية. الطب العلمي الحديث متطور جدًا في العالم الغربي، أما في الدول النامية مثل بعض الأجزاء في أفريقيا أو آسيا، يعتمد السكان بكثرة على الطب التقليدي ذي الفعالية والأدلة المحدودة الذي لا يخضع ممارسوه لأي تدريب رسمي.
في العالم المتقدم، لا يُستخدم الطب المسند بالدليل بشكل شامل في الممارسة السريرية؛ فمثلًا، وجدت دراسة إحصائية في عام 2007 تفحصت مراجعات للأدب الطبي أن 49% من التداخلات الطبية لا تدعمها أدلة كافية تبين فوائدها أو مساوئها.
في الممارسة السريرية الحديثة، يُقيّم الأطباء ومساعدو الأطباء شخصيًا المرضى كي يضعوا تشخيص المرض ومآله ومعالجته وسبل الوقاية منه باستخدام المحاكمة السريرية. تبدأ العلاقة بين الطبيب والمريض في الحالة النموذجية بتحري التاريخ المرضي والسجلات الطبية ثم استجواب المريض وإجراء الفحص الجسمي. تُستخدم عادةً أجهزة طبية تشخيصية (السماعة الطبية مثلًا وخافضات اللسان). وبعد البحث عن العلامات واستجواب المريض لسؤاله عن الأعراض، قد يطلب الطبيب إجراء الفحوصات الطبية (مثل الفحوص الدموية) أو أخذ خزعة، أو يصف عقاقير صيدلانية أو معالجات أخرى. تساعد طرق التشخيص التفريقي على استبعاد الحالات المرضية المحتملة اعتمادًا على المعلومات المتوفرة. يساعد إعلام المريض خلال المقابلة بالمعلومات المتعلقة بحالته على بناء العلاقة بين الطبيب والمريض وتعزيز الثقة. تُوثّق المقابلة الطبية في السجلات الطبية، وهي وثائق قانونية يمكن أن تستخدم في القضاء. تكون المراجعات الطبية أقصر ولكنها تتبع العملية نفسها عمومًا، ويجري الأطباء الاختصاصيون عملية مشابهة أيضًا. يمكن أن يوضع التشخيص والمعالجة خلال دقائق أو أسابيع تبعًا لتعقيد الحالة.
عناصر الاستجواب الطبي والمقابلة هي:
- الشكاية الرئيسية: سبب قدوم المريض إلى الطبيب، وهي «الأعراض». يقدم المريض هذه المعلومات بلغته وتُسجَل مع مدة حدوث كل منها. تسمى أيضًا «المشكلة الرئيسية» أو «الشكوى الحالية».
- تاريخ المرض الحالي: الترتيب الزمني لحدوث الأعراض والتوضيح الإضافي لكل عَرَض. يختلف تاريخ المرض الحالي عن تاريخ الأمراض السابقة، ويشكلان معًا التاريخ المرضي.
- النشاط الحالي: العمل والهوايات، ما يفعله المريض فعليًا.
- الأدوية: الأدوية التي يأخذها المريض الموصوفة والمتاحة بلا وصفة، والعلاجات المنزلية، بالإضافة إلى العلاجات والأدوية العشبية والبديلة. تسجَل أيضًا التحسسات الدوائية في حال وجودها.
- التاريخ المرضي السابق: المشاكل الطبية الحالية، الدخول إلى المستشفى في السابق، الإصابات، الأمراض المُعدية السابقة، اللقاحات، التحسسات المعروفة.
- التاريخ الاجتماعي: مكان الولادة، الإقامة، الحالة الزوجية والاجتماعية والاقتصادية، العادات (بما فيها الحميات الغذائية، الأدوية، التدخين، الكحول).
- التاريخ العائلي: تعداد الأمراض الموجودة في أفراد العائلة التي قد تؤثر على المريض. تستخدم أحيانًا شجرة العائلة.
- مراجعة جهازية: مجموعة من الأسئلة الإضافية التي يمكن أن تُنسى عند أخذ المرض الحالي: أسئلة عامة (هل لاحظت نقصانًا في الوزن، تغيرًا في النوم، حمى، كتلًا أو تورمات؟ إلخ)، تتبعها أسئلة عن الأعضاء الرئيسية في الجسم (القلب والرئتين والجهاز الهضمي والجهاز البولي إلخ).

الفحص الجسمي هو فحص المريض للبحث عن العلامات الطبية للمرض، وتكون العلامات موضوعية وخاضعة للملاحظة، بخلاف الأعراض التي يخبر عنها المريض طوعًا ولا تكون بالضرورة قابلة للملاحظة. يستخدم مقدم الرعاية الصحية النظر والسمع واللمس والشم أحيانًا (كما في العدوى الجرثومية، تبولن الدم، الحماض الكيتوني السكري). يتألف الفحص السريري من أربع عناصر: المعاينة (المشاهدة)، الجس (اللمس)، القرع (لتحديد صفات الرنين)، الإصغاء (السمع)، وتجرى عادة وفق الترتيب المذكور إلا عند فحص البطن، إذ يجرى الإصغاء قبل الجس والقرع.
يدرس الفحص السريري:
- العلامات الحيوية التي تتضمن الطول والوزن وحرارة الجسم وضغط الدم والنبض ومعدل التنفس وإشباع الهيموغلوبين بالأوكسجين (تشبّع الأوكسجين).
- المظهر العام للمريض والمؤشرات الخاصة بالمرض (الحالة التغذوية، اليرقان، الشحوب، تعجر الأصابع).
- الجلد.[5]
- الرأس، العين، الأذن، الحنجرة.
- الجهاز القلبي الوعائي (القلب والأوعية الدموية).
- الجهاز التنفسي (القصبات والرئتين).[5]
- البطن والمستقيم.
- المنطقة التناسلية (وتحري الحمل إذا كانت المريضة حامل أو قادرة على الحمل).
- الجهاز العضلي الهيكلي (متضمنًا العمود الفقري والأطراف).
- الفحص العصبي (اليقظة، الوعي، الدماغ، الرؤية، الأعصاب القحفية، الحبل الشوكي، الأعصاب المحيطية).
- الفحص النفسي (التوجه والحالة العقلية، المزاج، وجود دليل على شذوذ في الإدراك أو التفكير).

غالبًا ما يركز الفحص السريري على ما يتعلق بالتاريخ المرضي وقد لا يشمل كل النواحي المذكورة أعلاه.
يمكن أن تتضمن خطة العلاج طلب تحاليل طبية مختبرية وصور تشخيصية طبية، أو بدء المعالجة، أو تحويل المريض إلى طبيب اختصاصي، أو مراقبة المريض بحذر. قد يُنصَح بمراجعة الطبيب لاحقًا. اعتمادًا على خطة التأمين الصحي ونظام الرعاية الصحية، يمكن أن تُطلب أشكال مختلفة من «مراجعات الاستخدام»، مثل «المصادقة المُسبقة» قبل إجراء الفحوص التشخيصية، ما يَعوق الوصول إلى الخدمات المكلفة.
تتضمن عملية اتخاذ القرار الطبي تحليل وتركيب كل المعلومات السابقة لتحديد قائمة من الأمراض المحتملة (التشخيصات التفريقية)، بالإضافة إلى تكوين فكرة عما يلزم إجراؤه للوصول إلى التشخيص النهائي الذي سيفسر مشكلة المريض.
في الزيارات اللاحقة، يمكن أن تُكرر العملية بطريقة مختصرة للحصول على معلومات أو أعراض أو موجودات سريرية جديدة أو نتائج مختبرية أو شعاعية أو استشارات تخصصية.

## تاريخ الطب

إبن سينا

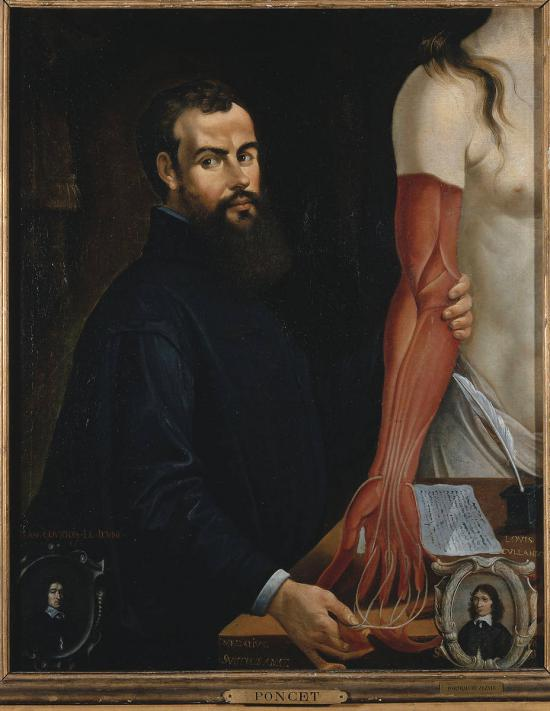
يعتبر أندرياس فيساليوس أبو دراسة التشريح.

الطب هو مهنة قديمة قدم الإنسان ذاته حيث ارتبطت في بدايتها بأعمال السحر والشعوذة والدجل وذلك في العصور القديمة والمجتمعات البدائية حيث مارسها الكهنة والسحرة ثم تقدمت نوعاً ما مع الحضارات القديمة في بلاد الرافدين ومصر (الفراعنة الذين برعوا في تحنيط الأموات) والهند والصين (الوخز بالابر الصينية) إلى أن حدثت النقلة النوعية في زمن الإغريق واليونان وظهور أبقراط (أحد أشهر الأطباء عبر التاريخ وصاحب القسم المعروف باسمه والملتزم بأخلاق المهنة) وجالينوس وغيرهم ومع ظهور الحضارة العربية والإسلامية وتطور الممارسة العلمية التجريبية بدأ الطب يأخذ شكله المعروف اليوم من خلال أعمال علماء وأطباء كبار أمثال ابن سينا (الشيخ الرئيس الذي عرف بأنه أول الباحثين في مجال الطب النفسي وأول من أعطى الدواء عن طريق المحقن وغير ذلك الكثير) وابن النفيس (مكتشف الدورة الدموية الصغرى) والزهراوي والرازي وغيرهم الكثير ممن ظلت كتبهم وأعمالهم تدرس في مختلف أنحاء العالم حتى القرن السابع عشر.
كما كان للمفاهيم المسيحية من الرعاية ومساعدة المرضى دور في تطوير الأخلاق الطبية. المسيحيون النساطرة أنشؤوا مدارس للمترجمين وألحق بها مستشفيات، ولعبوا أدورًا هاما في نقل المعارف الطبية إلى اللغة العربية. ومن المدارس التي أنشأها النساطرة مدارس مسيحية في الرها ونصيبين وجند يسابور وإنطاكية والإسكندرية والتي خرجت هناك فلاسفة وأطبّاء وعلماء ومشرّعون ومؤرّخون وفلكيّون واحتوت على مستشفى، مختبر، دار ترجمة، مكتبة ومرصد. خلال ظهور عصر النهضة في أوروبا تطورت تحت قيادة الكنيسة مختلف أنواع العلوم خصوصًا الطب، التشريح.
خلال عصر النهضة تطورت الأبحاث الطبية والتشريح في عام 1543، نشر أندرياس فيساليوس (1514-64) كتاب تشريح مصور ، وكان بروفسورًا في جامعة بادوا. ومع ثقافته المبنية على التشريح المكثف للجثث البشرية، قدم أول وصف دقيق للجسم البشري. ومن علماء التشريح في بادوا كان غابرييلي فالوبيو (1523-1562) الذي وصف الأعضاء التناسلية الأنثوية، مانحًا اسمه لقناة فالوب، وجيرالمو فابريزيو (1537-1619)، الذي عرّف صمامات القلب. مورست الجراحة بواسطة الحلاقين معظم الأحيان، الذين استخدموا نفس الأدوات لكلا المهنتين. بقيت الجراحة بدائية وعملا مؤلما جدا في هذه الحقبة. واستمر الجدل حول التعامل مع الجروح وقد بقي كي الجرح لسدّه الطريقة الرئيسية لإيقاف النزيف. بدأ جراح فرنسي من القرن السادس عشر، هو أمبروز باري (تقريبًا 1510-1590) بترسيخ بعض النظم. فقام بترجمة أعمال فيساليوس إلى الفرنسية لإتاحة المعرفة التشريحية الجديّة لجراحي ساحات المعارك. من خلال الخبرة المكثفة التي اكتسبها في ساحة القتال، قام بتخييط الجروح بدلًا من كيها لوقف النزيف أثناء البتر . وقام باستبدال الزيت المغلي لكيّ جروح الطلقات النارية بمرهم من صفار البيض، زيت الزهور والتربنتين. لم تكن طرق علاجه أكثر فعالية فقط بل أكثر إنسانية من التي استخدمت سابقا. من الشخصيات البارزة الأخرى في هذه الحقبة أيضًا كان باراسيلسوس (1493-1541)، وهو كيميائي وطبيب سويسري. اعتقد أن أمراضًا معينة نتجت عن عوامل خارجية محددة وهكذا دعا لعلاجات معينة. ابتكر استخدام العلاجات المعدنية والكيميائية ومنها الزئبق لمعالجة السفلس. كما ألّف أقدم الأعمال الخاصة بالطب المهني وهو مرض عمّال المناجم وأمراض أخرى يصاب بها عمّال المناجم. تطور علم الطب وقفز قفزة ذات نوعية خلال الثورة الصناعية وصولًا إلى الأزمنة الحاضرة والتي أدت إلى تطورات كبرى في كافة العلوم ومنها الطب والفلسفة.

## خطوات العملية الطبية
تتألف خطوات الإجراء الطبي من:
- سوابق المريض.
- الأسباب: هي دراسة أسباب المرض.
- المرضية: هو دراسة آلية حدوث المرض (المسبب).
- الفيسيولوجية المرضية: هو دراسة التغيرات في الوظائف الرئيسية عند المرض.
- دراسة الأعراض : هي دراسة جميع الدلائل الظاهرة، وهي ما نسميه أيضًا الدراسة السريرية. عكس الدراسة الشبه العيادية التي هي نتاج الاختبارات التكميلية. نظرًا لتطور تقنيات التصوير الإشعاعي، ظهر علم دراسة الأعراض الشبه العيادي.
- التشخيص : هو تحديد المرض.
- التشخيص التفريقي: هو وصف الأمراض التي تحمل أعراض مشابهة والتي يمكن أن تختلط بالمرض قيد التشخيص.
- العلاج : هو علاج هذا المرض وارجاع المصاب بهذا المرض لحالته الصحية الطبيعية.
- التوقع: هو دراسة احتمالات تطور المرض.
- علم النفس: سيكولوجية المريض هو عنصر هام في نجاح العملية الطبية. اعتبارا من عام 1963 قال مؤرخ الطب جان ستاروبينسكي "عملية طبية كاملة حقا لا تقتصر على هذا الجانب التقني، إذا أراد الطبيب أن يؤدي وظيفته بشكل كامل، فانه يحدد علاقة مع المريض التي من شأنها تلبية الاحتياجات العاطفية للأخير."

العملية الطبية إذًا ليست فقط جسم يعطى دواءَ بل حالة نفسية بحاجة إلى المساندة.

## آفاق وحدود الطب
الحدود بين ما هو طب وما ليس بطب كانت محورًا لعدة دراسات.
إن انجازات الطب الغربي في القرن التاسع عشر مثل: (التخدير، التعقيم، التلقيح والمضادات الحيوية) وانتشارهِ بشكل موسع في أنحاء العالم جعلهُ الطب النمطي على الرغم من بقاء العلاجات الأخرى.
وهذا ما يفسر رفض المعاهد الغربية الاعتراف بالطب التقليدي الإبري وغير الإبري، الصيني والعربي وغيره.
لكن مع نهاية القرن العشرين وظهور مقاومة المضادات الحيوية وبعض الفيروسات المستعصية والأمراض غير القابلة للعلاج، عاد للطب التقليدي بعض الاعتراف.
ويظهر ذلك في عودة هذا النوع من الطب إلى جانب الطب الحديث في أوروبا مثل الوخز بالإبر الصينية والعلاج بالأعشاب.
وكذلك مع نهاية القرن العشرين وبظهور مفهوم العولمة وجد هذا الطب التقليدي طريقه إلى النور، ويبدو ذلك جليا في وضع منظمة الصحة العالمية عام 2002م استراتيجيتها الأولى العامة للطب التقليدي أو البديل.
لقد حقق الطب خاصة الطب الغربي عدة نجاحات بعد القرن التاسع عشر نذكر منها:
.
- زيادة متوسط الأعمار.

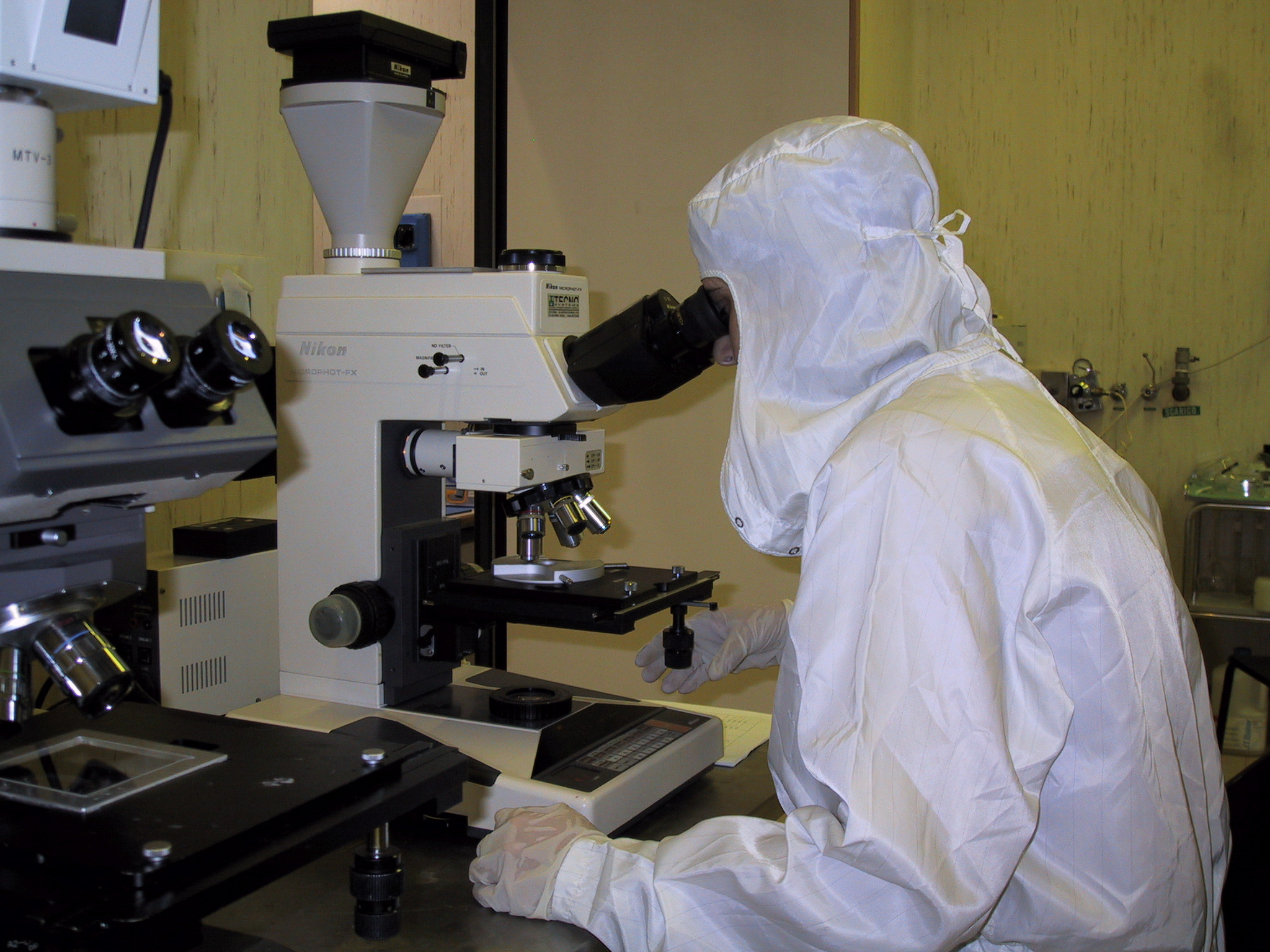
باحث يعمل على مجهر

- زيادة إنتاجية الأفراد من خلال التحكم في الأمراض المزمنة كارتفاع ضغط الدم ومرض السكرى وغيرهما.
- انخفاض مستوى وفاة المواليد الجدد.
- القدرة التقنية على القضاء على الكثير من الأمراض القديمة كالطاعون والسل.

ولكن الممارسة الطبية قد تكون ضارة في بعض الأحيان، حيث يمكن للتدخل الطبي ان يضر بصحة الإنسان:
- الأعراض الجانبية للعلاجات، وهي الأثار الجانبية غير المرغوبة للعلاج الطبي ولذا فقدقسمت العلاجات الطبية إلى فئات بحسب خطورتها وآثارها الجانبية على المريض، والمرأة الحامل والمرضعة وكذلك الأطفال.
- مقاومة المضادات الحيوية والتي تحدث بسبب سوء استخدام الموارد العلاجية سواء من الطبيب أو من المريض الباحث عن العلاج.
- أخطاء طبية والتي تحصل كنتيجة للعامل الإنساني في عملية العلاج، إما بسبب قلة خبرة الطبيب، أو بسبب الإهمال.

كما يطرح الطب الحديث العديد من التوقعات المستقبلية ويأمل في تحقيقها ونذكر من ذلك:
- ايجاد علاجات لبعض الأمراض المستعصية كالإيدز وغيرها.
- التقدم في بحوث الاستنساخ وإنتاج خلايا جدعية.

### الطب في العصر الحديث
بدأت علوم الطب والهندسة تتداخل لتكوين مجال دراسة جديد الذي هو الهندسة الطبية. هذا المجال الجديد يستخدم الأسس الهندسية في بناء آلات ومعدات لشفاء المرضى. في كل مستشفى أو مختبر يوجد العديد من الأجهزة الطبية مثل جهاز الرنين المغناطيسي وجهاز الفحص بواسطة الأشعة السينية. ولقد ساعدت الهندسة الطبية الحيوية على تحسين الفحص الطبي الأمر الذي أدى إلى انخفاض نسبة الأمراض. وكذلك ساعدت الأدوات الطبية الحديثة على زيادة قدرة الأطباء في تشخيص الأمراض والفحص الطبي.

## الطب المعتمد على البراهين
وهو يعتمد على البراهين فلا يمكن تشخيص أي مرض الا بدليل ويكون دقيقا خاصة في فحص الجثث ومعرفة كيفية القتل.

## الطب كمفهوم شمولي
- الطب الوقائي
- الطب العلاجي
- الطب التأهيلي.
- الطب البديل
- صحة البيئة

## علومه الأساسية
- أمراض الدم باثولوجيا الدم
- علم التشريح
- علم الانسجة هيستولوجيا
- علم التغذية
- علم الكيمياء الحيوية
- علم الأحياء الدقيقة ميكروبيولوجيا
- علم الصيدلانيات فارماسيوتيكال

## تخصصات طبية
الطب يوجد في نقطة تلاقي العلم والتقنية، وينقسم الطب الحديث إلى عدة تخصصات مستقلة أهمها:
- باطني
- قلب وأوعية دموية
- جلدية وتناسلية
- نساء وتوليد
- أطفال
- جراحة عامة
- عظام
- طب بيطري
- طب الأسنان
- العلاج الطبيعي
- نفسية وعصبية
- مخ وأعصاب
- تجميل
- رمد
- صدرية
- جهاز هضمي
- تحاليل طبية
- أشعة
- تخدير
- أنف وأذن وحنجرة
- غدد صماء
- عناية مركزة

تخصصات معاونة في العملية الطبية الشاملة:
- الصيدلة
- إدارة منشآت صحية
- التمريض
- الإسعاف
- صحة عامة
- صحة البيئة